# Мадера альмінська
Маде́ра альмі́нська — міцне біле марочне вино, що готується із суміші білих сортів винограду з переважанням сорту Ркацителі, який вирощується в Передгірному дослідному сільському господарстві у Бахчисарайському районі Криму Інститутом виноградарства і виноробства «Магарач». На міжнародних конкурсах вино нагороджене 1 золотою і 2 срібними медалями. 
Марка вина розроблена професором Германом Валуйко і головним виноробом винзаводу Агрофірми «Магарач» Віталієм Семаковим в 1978 році.
Колір бурштиновий різних відтінків. Букет складний, добре розвинений, з тонами мадери. Спирт 19,5 % об., цукор 4 г/100 см3, титруєма кислотність 5-6 г/дм3. Для вироблення вина виноград збирають при цукристості 20 % і більше, дроблять з гребневідділенням. 
Технологія приготування Мадери альмінської аналогічна технології приготування вина типу мадери Серсіаль.